# Pat, Zala
Pat  este un sat în districtul Nagykanizsa, județul Zala, Ungaria. 

## Demografie
Componența etnică a satului Pat
     Maghiari (97,51%)
     Germani (2,49%)
Componența confesională a satului Pat
     Romano-catolici (59,28%)
     Luterani (17,65%)
     Reformați (5,43%)
     Necunoscută (17,65%)
Conform recensământului din 2011, satul Pat avea 221 de locuitori. Din punct de vedere etnic, majoritatea locuitorilor (97,51%) erau maghiari, cu o minoritate de germani (2,49%).  Din punct de vedere confesional, majoritatea locuitorilor (59,28%) erau romano-catolici, existând și minorități de luterani (17,65%) și reformați (5,43%). Pentru 17,65% din locuitori nu este cunoscută apartenența confesională.